# Skyedge
Технология SkyEdge (Gilat Network Systems) — технология спутниковой связи VSAT от компании Gilat Network Systems, разработана для создания мультисервисных сетей связи. Разработана в 2005 году. Сети на базе технологии SkyEdge позволяют обеспечить скорость до 100 Мбит/с, Спутниковый Интернет, электронную почту, телефонию, видеоконференцсвязь, синхронизацию баз данных, высокую степень защиты передаваемых данных. Технологическая платформа SkyEdge, предоставляет передовые схемотехнические и архитектурные решения которые можно использовать для создания сетей любой произвольной топологии.
Большой выбор сетевых интерфейсов в платформе SkyEdge позволяет проектировать и строить универсальные мультисервисные сети последнего поколения. SkyEdge позволяет легко интегрировать VSAT в уже существующие сети, построенные на технологиях и оборудовании Cisco, путём установки модуля Cisco VSAT NM непосредственно в существующие маршрутизаторы.
Технологическая платформа SkyEdge имеет встроенные решения для поддержки технологий GSM и CDMA2000, которые на 80 % эффективнее по использованию спутникового сегмента в сравнении с каналами SCPC и другими.
Решения прозрачным и эффективным образом соединяют соты с сетью, сохраняя при этом высокое качество услуг по передаче голоса и данных.
Технология SkyEdge поддерживает множество различных IP-приложений, реализуя различные топологии соединения центральный терминал — удаленный терминал и удаленный терминал-удаленный терминал.